# Stazione di Kenritsu Daigaku
La stazione di Kenritsu Daigaku (県立大学駅) è una stazione ferroviaria giapponese di Yokosuka, città della prefettura di Kanagawa. È servita dalla linea principale delle Ferrovie Keikyū.

## Linee
- Linea Keikyū principale

## Struttura
La stazione è costituita da un marciapiede a isola con due binari passanti su viadotto.
| 1 | ●Linea Keikyū principale | per Uraga e Misakiguchi                       |
| 2 | ●Linea Keikyū principale | per Yokohama, per Haneda Aeroporto, Shinagawa |

## Stazioni adiacenti
| ←                       | Servizio                                                     | →                       |
| Linea Keikyū principale | Linea Keikyū principale                                      | Linea Keikyū principale |
| ----------------------- | ------------------------------------------------------------ | ----------------------- |
| Yokosuka-Chūō           | ●Locale                                                      | Horinouchi              |
| Transito                | ●Esp. Lim. Rapido viola ●Esp. Lim. Rapido verde ●Keikyū Wing | Transito                |